# 夏晉熊
夏晉熊（1902年—？）中华民国大陆时期财经要人。曾任中央银行国库局局长，中华民国财政部常务次长、代理部长。宁波人，精通英文、德文、法文。

## 生平
籍贯浙江鄞县，有兄夏晋麟，著名外交家。

### 早年
1925年，入读北平燕京大学经济系（今属北京大学），学号151。1929年，毕业获经济学文学士学位。赴法国里昂留学，1934年毕业于里昂中法大学法科。后赴巴黎学习，先后毕业于巴黎政治学院，巴黎大学，获得巴黎大学经济学博士学位。再赴英国伦敦，在伦敦政治经济学院学习。

### 民国大陆时期
1940年初，闻得中国上海、广州等重要城市已陷于日军之手，报国心切，隧决定返国。因中国东南沿海已被日军包围封锁，遂辗转越南河内至陪都重庆。抗日战争时期，担任孔祥熙秘书，中华民国中央银行秘书，中华民国行政院参事，后经蒋中正钦点，担任中央银行国库局局长。
抗日战争胜利后，回上海，曾受聘上海圣约翰大学教授。曾任燕京大学校董。美国文豪海明威访华期间担任翻译及随行，并专门从重庆飞往香港迎接海明威。1948年，出任中华民国财政部常务次长，兼任国库局局长。曾一度代理财政部长兼国库局长。

### 中华人民共和国时期
1949年，听从前燕京大学校长司徒雷登劝说，留居中国大陆，保护中华民国中央银行和财政部档案，被中国人民解放军军管会接收。
中华人民共和国成立后，初担任上海水泥厂秘书。后调入上海建筑研究所。后又转调至上海社会科学院，在世界经济研究所担任特约研究员。是上海社会科学院特约研究员，世界经济研究所经济学教授，上海社会科学院学术委员会委员，上海社会科学院外文训练中心副主任。
是上海市政协第五、第七届委员。是上海市工商联合会第8届执行委员会顾问委员。曾任上海市投资公司咨询委员。曾任上海市国际问题研究中心专家委员。
是中国民主建国会（简称“民建”）执行委员。是上海商学院创建者之一。是燕京大学上海校友会名誉会长，上海欧美同学会成员。

## 代表著作
- 《在孔祥熙官邸的见闻》，中国文史出版社，1987年。
- 《孔祥熙其人其事》，中国文史出版社，1987。
- 《蔣王朝國庫破產真相》，（文史資料選輯），第二十八輯，上海，1979年11月
- 《夏晉熊談﹕黃金成色鑿別》 （页面存档备份，存于），民國38年前重要剪報資料庫，1947-04-06
- 《头沟调查》